# Metallochlora militaris
Metallochlora militaris là một loài bướm đêm trong họ Geometridae.